# Liobagrus somjinensis
Liobagrus somjinensis is een straalvinnige vissensoort uit de familie van de slanke meervallen (Amblycipitidae). De wetenschappelijke naam van de soort is voor het eerst geldig gepubliceerd in 2011 door Park & Kim.